# Morti nel 604
| Questa pagina contiene informazioni ricavate automaticamente dalle voci biografiche con l'ausilio del template Bio e di un bot. L'aggiornamento è periodico e automatico e ricostruisce completamente la pagina. Se manca una persona in questa lista, sei pregato di non aggiungerla, ma accertati piuttosto che la sua voce biografica contenga il template Bio e che i dati anagrafici siano correttamente compilati. Se il template Bio manca, inseriscilo tu stesso o, in alternativa, metti l'avviso {{tmp\|Bio}} che ne segnala la mancanza. Se i dati riportati sono sbagliati, correggi direttamente la voce biografica; le modifiche saranno visibili in questa lista entro pochi giorni. Per chiarimenti vedi il progetto biografie. La lista contiene solo le 9 persone che sono citate nell'enciclopedia e per le quali è stato implementato correttamente il template Bio. Pagina aggiornata al 13 gen 2025. |

- 12 marzo - Papa Gregorio I, papa, vescovo e santo italiano
- 1º maggio - Aredio di Gap, vescovo francese
- 26 maggio - Agostino di Canterbury, monaco cristiano, arcivescovo e santo britannico (n. 534)
- 13 agosto - Sui Wendi, imperatore cinese (n. 541)
- 7 novembre - Yohl Ik'nal, sovrano maya
- Germano, generale bizantino
- Al-Nabigha al-Dhubyani, poeta arabo (n. 535)
- Sabrisho I, vescovo cristiano orientale siro
- Sledda dell'Essex, sovrano anglosassone